# Richard de Saint-Léger
Richard de Saint-Léger ou Richard de Bellevue (né à Fécamp, paroisse Saint-Léger, et mort le 4 avril 1236), est un ecclésiastique français, abbé du Bec puis évêque d'Évreux.

## Biographie

### Abbé du Bec
Justicier du Bec, Richard est élu abbé le 26 septembre 1211, succédant à Guillaume II Le Petit. Présenté devant le roi Philippe Auguste, il est consacré par Robert Poulain, archevêque de Rouen.
Il entreprend la reconstruction de l'abbatiale, partiellement détruite en 1195. Les travaux commencent en 1215 sous la direction d'Enguerran, maître-d'œuvre de la cathédrale de Rouen. Le chantier ralenti, il est congédié mi 1216 et remplacé par Gautier de Meulan, attesté comme maître-d'œuvre de Philippe Auguste. Les travaux sont achevés à la fin 1217.
Il publie en 1219 des statuts pour les prieurés dépendant du Bec.

### Évêque d'Évreux
Élu évêque d'Évreux le 17 juillet 1223, il est sacré et inauguré par Thibaut d'Amiens, archevêque de Rouen.
Il assiste l'année suivante au concile de Rouen et consacre le jour de l’Ascension avec Gautier, évêque de Chartres, l'église Saint-Martin de Broglie. Il dédicace en 1226 l'église Notre-Dame de la Haye-le-Comte puis en 1227 celle de la Noë. Il souscrit en 1229 à la charte pour les dîmes et la construction d'une nouvelle église aux Essarts (église Saint-Jacques). Il est présent aux assises tenues par le roi Louis IX à Bernay. Il consent à la prière,  faite par Richard de Tournebu au roi, de faire bâtir une chapelle dans son château d'Aubevoie.
Il meurt le 4 avril 1236 et son corps est apporté à l'abbaye Saint-Taurin.